# Emmelichthys karnellai
Emmelichthys karnellai är en fiskart som beskrevs av Phillip C. Heemstra och Randall, 1977. Emmelichthys karnellai ingår i släktet Emmelichthys och familjen Emmelichthyidae. Inga underarter finns listade i Catalogue of Life.